# Anua hituensis
Anua hituensis är en fjärilsart som beskrevs av Arnold Pagenstecher 1884. Anua hituensis ingår i släktet Anua och familjen nattflyn. Inga underarter finns listade i Catalogue of Life.

## Bildgalleri

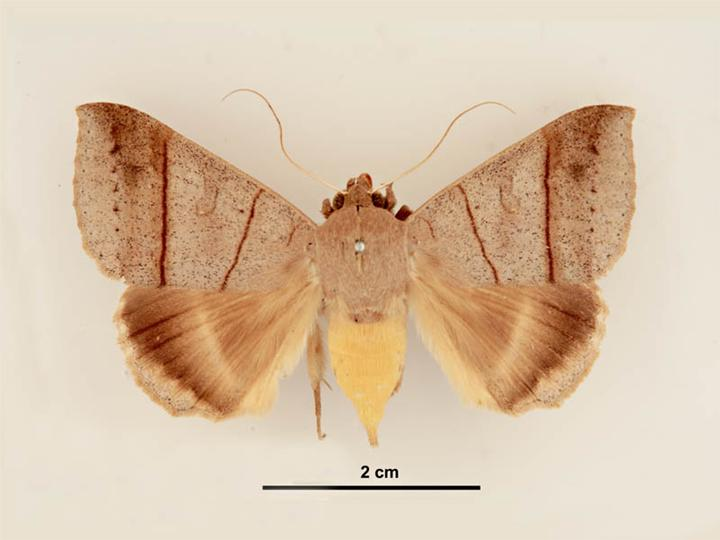
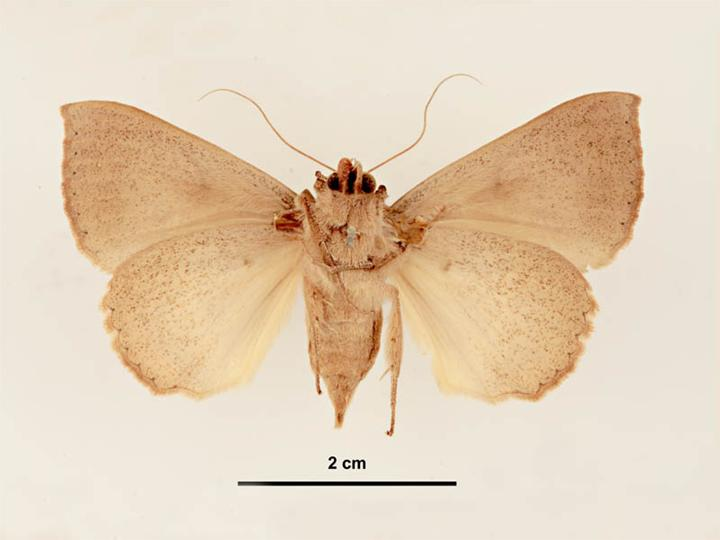
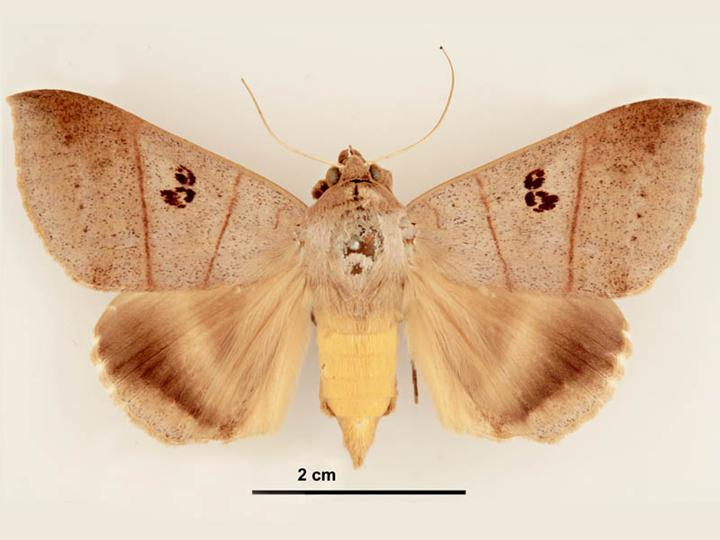
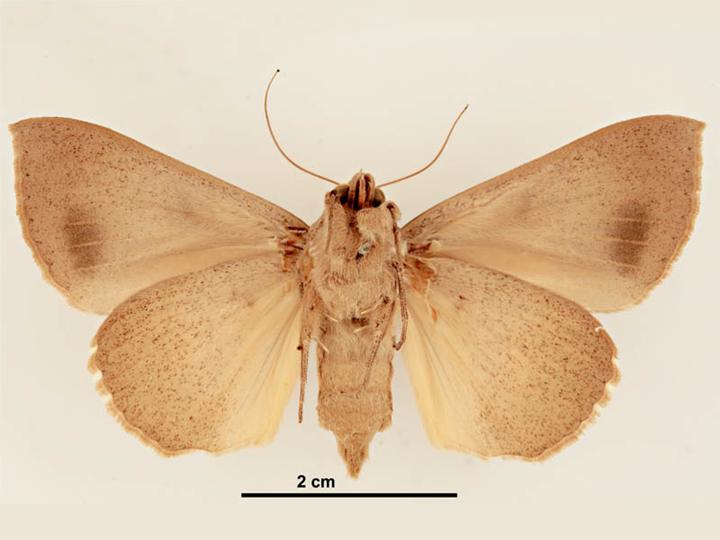